# Бујон (Орн)
Бујон (фр. Bouillon (Orne)) је насељено место у Француској у региону Доња Нормандија, у департману Орн.
По подацима из 2011. године у општини је живело 161 становника, а густина насељености је износила 9,06 становника/km².

## Демографија
| 1962. | 1968. | 1975. | 1982. | 1990. | 2011. |
| ----- | ----- | ----- | ----- | ----- | ----- |
| 146   | 154   | 158   | 138   | 156   | 161   |